# Рахово
Рахово (пол. Rachowo, нім. Kronsnest) — село в Польщі, у гміні Маркуси Ельблонзького повіту Вармінсько-Мазурського воєводства.
Населення — 201 особа (2011).
У 1975-1998 роках село належало до Ельблонзького воєводства.

## Демографія
Демографічна структура станом на 31 березня 2011 року:
|          | Загалом | Допрацездатний вік | Працездатний вік | Постпрацездатний вік |
| -------- | ------- | ------------------ | ---------------- | -------------------- |
| Чоловіки | 99      | 31                 | 64               | 4                    |
| Жінки    | 102     | 28                 | 59               | 15                   |
| Разом    | 201     | 59                 | 123              | 19                   |